# 久若禄益坚赞
久若禄益坚赞，吐蕃王朝时期著名翻译佛经的译师。
久若禄益坚赞生活在第三十七代赞普赤松德赞（墀松德赞）时（755年至797年在位）。他和嘎哇贝孜、祥班德益西德并称“嘎、久、祥”、“三少译师”。他翻译的佛经很多，在元代的《布顿佛教史》所记佛经译文目录中详细记载了他翻译的佛教名目。